# Kaliszkowice Ołobockie
Kaliszkowice Ołobockie (pierwotnie Racławy, potem Kaliszkowice Mnisze ) – wieś w Polsce położona w województwie wielkopolskim, w powiecie ostrzeszowskim, w gminie Mikstat.

## Historia
Miejscowość historycznie należy do ziemi wieluńskiej. Pierwotnie związana była z Wielkopolską oraz Dolnym Śląskiem. Ma metrykę średniowieczną i istnieje co najmniej od XIII wieku. Wymieniona pierwszy raz w dokumencie zapisanym po łacinie w 1211 i 1213 pod nazwami „Raclavi, Rabławy, Radzlai”, a później w 1441 także „Kaliszkowice Monialium”. Wieś początkowo była wsią duchowną, z czasem stała się jednak własnością szlachecką. W początku XVI wieku nastąpiła zmiana nazwy miejscowości. Od miejscowego szlachcica wykupił ją klasztor cysterek w Ołoboku i odtąd od właścicieli zwie się Kaliszkowicami Ołobockimi (w odróżnieniu od sąsiednich Kaliszkowic Kaliskich, których właścicielem był zakon w Kaliszu) .
Miejscowość została odnotowana w historycznych dokumentach własnościowych, prawnych i podatkowych. W 1211 książę wielkopolski Władysław Odonic nadał przy fundacji klasztoru w Ołoboku wieś Racławy (dawna nazwa Kaliszkowic Olobockich) koło Kaliszkowic, które później zwano Kaliszkowicami Kaliskimi . W 1291 papież Mikołaj IV zatwierdził temu klasztorowi posiadanie wśród innych wsi m.in. Racławy. W 1425 biskup wrocławski zgodził się na zamianę dziesięciny snopowej płaconej z Kaliszkowic Ołobockich plebanowi w Kotłowie. W 1441 wieś odnotowano pod łacińską nazwą Kaliszkowice Monialium leżącą w ziemi ostrzeszowskiej. Wieś płaciła podatek z 20 łanów oraz od sołtysów, a także od karczmy oraz młyna. W 1521 opatka ołobocka pozwała Rubina Kaliszkowskiego o szkody wyrządzone we wsi. W latach 1523–1530 klasztor ołobocki wykupił od Rubina jego części Kaliszkowic i miejscowość zaczęto nazywać Kaliszkowicami Ołobockimi. W 1634 oraz w 1670 wieś odnotowano jako należącą do parafii Kotłów .
W końcu XVI wieku położona była w powiecie ostrzeszowskim ziemi wieluńskiej województwa sieradzkiego w Rzeczypospolitej Obojga Narodów.
Pochodzili stąd polegli 5 lutego 1945 roku w czasie akcji rozbicia oddziału niemieckiego w Namysłakach trzej milicjanci-ochotnicy: plut. Stefan Kut, Jan Węgrzyk i Mieczysław Kowalczyk.
W latach 1975–1998 miejscowość administracyjnie należała do województwa kaliskiego.

## Położenie
Odległości do pobliskich miast:
- 7 km do Mikstatu
- 8 km do Grabowa nad Prosną
- 17 km do Ostrzeszowa
- 30 km do Ostrowa Wielkopolskiego

Wieś położona na skrzyżowaniu dróg powiatowych między tymi miastami. Rozpościera się na planie krzyża.
Na wschód od centrum wsi, w odległości ok. 1200 m od skrzyżowania głównych dróg, leży osada nazywana „Wywozy”. Tutaj naturalną granicę terenu wsi tworzy ściana lasu należącego do nadleśnictwa Taczanów i biegnąca z Grabowa nad Prosną do pobliskich Namysłaków niezelektryzowana linia kolejowa, dziś nieeksploatowana. Linia powstała w okresie przedwojennym. Według planów niemieckich miała ona biec aż do Kalisza, lecz idea ta nie została zrealizowana. W czasach powojennych była ona wykorzystywana przez Polskie Koleje Państwowe do przewozu drewna – z tego też powodu końcowa stacja Namysłaki to rozległy teren składnicy, na który zwożono drewno pozyskiwane w pobliskich lasach.

## Kościół parafialny
Znajduje się na granicy z sąsiednią wsią – Kaliszkowice Kaliskie. Początkowo budynek pełnił rolę szkółki, do której uczęszczały dzieci z terenu Kaliszkowic Ołobockich i Kaliskich. Po decyzji utworzenia parafii (do tego momentu wsie należały do parafii Kotłów odległej o 6 km) budynek zaadaptowano na kościół parafialny.
Kościółek został rozbudowany w latach 90. Ciekawy jest sposób, w jaki zrealizowano przebudowę – kościół uprzednio posiadał drzwi wejściowe od strony drogi, w czasie przebudowy przedłużono część za ołtarzem, dosłownie odwracając kościół – wejście obecnie znajduje się w części zachodniej, obecny ołtarz i zakrystia zajmują dawną nawę główną kościoła.
Kościół zbudowany w zarysie krzyża łacińskiego – w ramionach bocznych znajdują się ołtarze. Wnętrze kościoła jest śnieżnobiałe, wzdłuż ścian bocznych zrealizowane w drewnie stacje drogi krzyżowej. Na ołtarzu dominują 2 obrazy przedstawiające scenę Zwiastowania – kościół znajduje się właśnie pod jego wezwaniem.
Po przeciwnej stronie ulicy znajduje się cmentarz parafialny, ale groby dawnych mieszkańców wsi znajdziemy także na starym cmentarzu w Kotłowie.
Budynek szkoły z przyległym terenem szkolnym (boiska i lasek) pochodzi z lat 30.; obejmuje 4 sale lekcyjne, w ostatnich latach został znacznie zmodernizowany.